# Kolportage

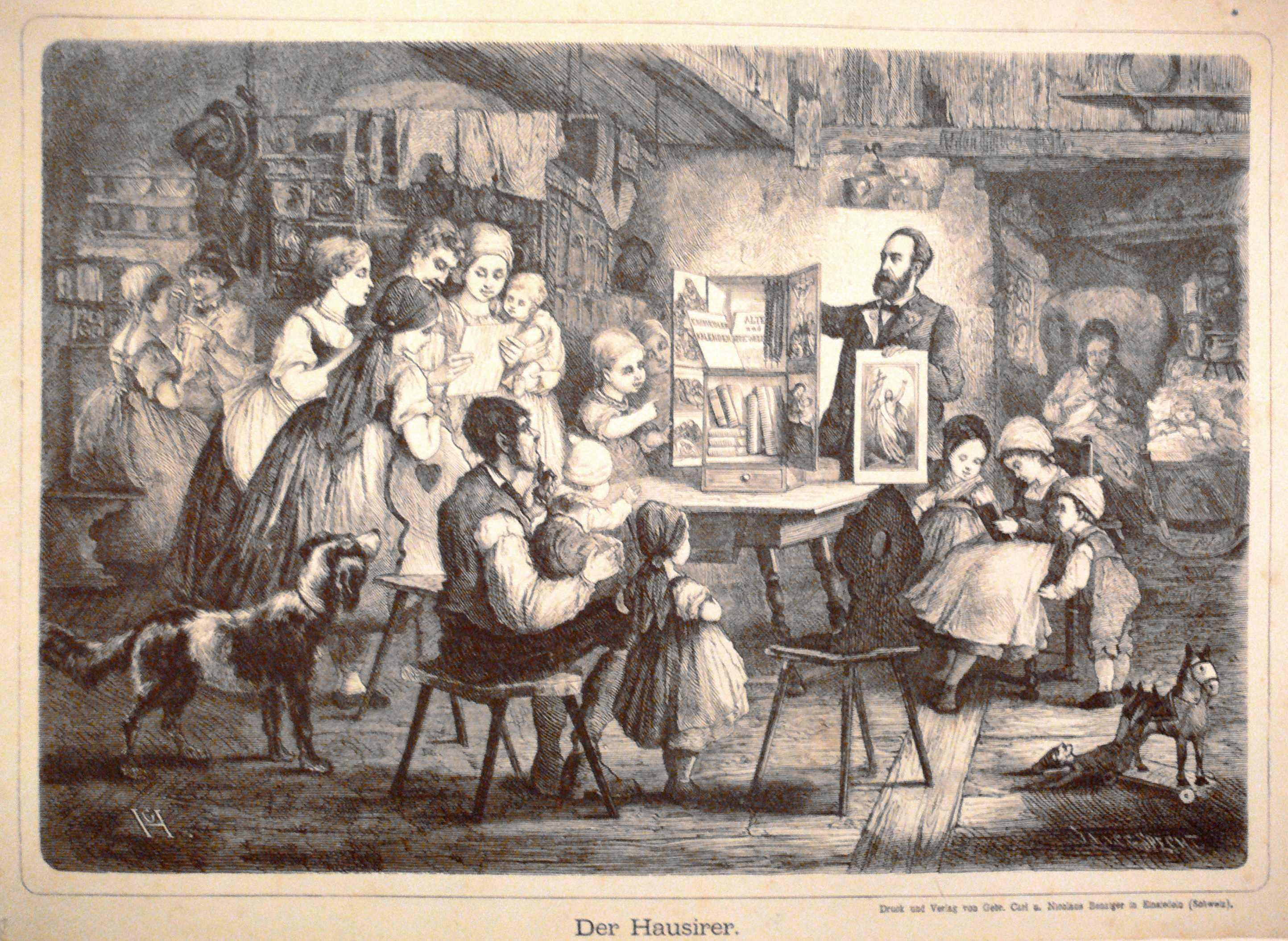
Der Hausirer; Druck, Einsiedeln, 19. Jahrhundert

Der Ausdruck Kolportage (französisch porter à col ‚am Hals/Kragen tragen‘, sinngemäß: ‚auf den Schultern tragen‘) bezeichnete den Vertrieb von Büchern in Einzellieferungen durch Hausierer (Kolporteure). Das Verb kolportieren bezeichnet in Anlehnung an seine ursprüngliche Bedeutung heute das Verbreiten von Gerüchten, unbelegten Nachrichten und Gesellschaftsklatsch, beispielsweise in Boulevardzeitungen und der Regenbogenpresse oder auch im Internet.

## Die Kolporteure und ihre Gegner
Kolporteure stammten meist aus einfachen sozialen Verhältnissen und sahen nicht selten in der Kolportage die einzige Möglichkeit, ihr tägliches Brot zu verdienen. Mit kleinen Bauchläden zogen sie durchs Land und vertrieben auf schlechtem, billigem Papier gedruckte Schriften. Manchmal lasen sie auch daraus vor. Für die ländliche Bevölkerungsschicht des 18. und 19. Jahrhunderts waren Kolporteure die wichtigsten Literaturlieferanten und Nachrichtenüberbringer, denn kaum ein Bauer besaß eigene Bücher oder hatte Zugang zu Leihbibliotheken.
Das Überbringen politischer Nachrichten wurde den Hausierern zwar meist von der polizeilichen Zensur verwehrt, doch durften sie über neue Sensationen, Schlachten oder über „unpolitische“ Kriegsmeldungen berichten. Zudem war der Kolporteur Ideenträger für breite Bevölkerungsschichten. Das Angebot der von Hausierern verbreiteten Büchlein war, für damalige Verhältnisse, sehr groß: fromme Büchlein zum Beten, Singen oder Lesenlernen, Büchlein abergläubischen Inhaltes wie magische Rezepte oder Prophezeiungen und zu guter Letzt unterhaltende Literatur – mal mehr, mal weniger anspruchsvoll – zur Freizeitgestaltung.
Doch von Anfang an wurde die Arbeit der Kolporteure immer wieder streng überwacht und erschwert. Schon 1635 schrieb ein Polizei-Reglement in Frankreich vor, dass sie auf der Schulter ein Wappen zu tragen hatten und über eine gedruckte Genehmigung der Stadt zur Ausübung ihrer Tätigkeit verfügen mussten. Knapp 100 Jahre später folgte die Anweisung, dass die von Kolporteuren verteilten Bücher nicht mehr als acht Bogen, also 128 Seiten, umfassen durften. Außerdem musste ein Kolporteur lesen und schreiben können, durfte keinen eigenen Laden eröffnen, nichts auf eigene Kosten drucken lassen und musste seine polizeiliche Genehmigung monatlich erneuern und bezahlen.
Ab 1791 schien eine Lockerung des Berufsverbots einzutreten, da nun jeder, der sich in den städtischen Ämtern ein Patent dazu holte, diesen Beruf ausüben durfte.
Doch stets legte vor allem die staatliche Zensur dem Kolportagehandel Steine in den Weg. Der Staat sah eine Bedrohung in der Literatur, die die Bürger von der Arbeit abhielt und auf vermeintlich dumme Gedanken brachte. In Deutschland fürchtete man das Aufkommen revolutionärer Gedanken, inspiriert durch das Vorbild der Französischen Revolution. Also galt es, die Lesekultur zu unterdrücken. Dazu unterwarf man eine Vielzahl der Lesestoffe einer Zensur, kontrollierte Buchdrucker aufs Strengste und beobachtete aufmerksam die Kolporteure und deren Kolportagebuchhandel.
So fand der Kolporteur trotz seiner großen Bedeutung für die ländliche Bevölkerung niemals viele Bewunderer aus gebildeten Schichten.

## Geschichte

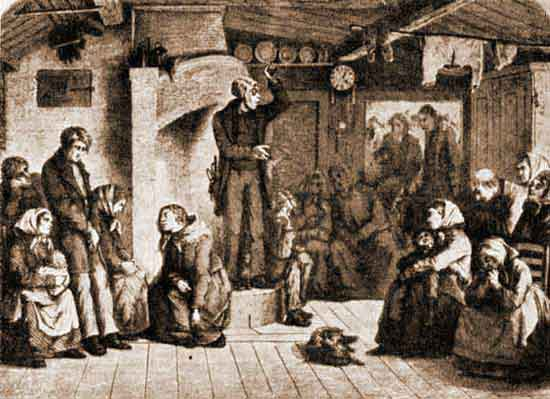
Kolporteur beim Hausgottesdienst in Schweden (Ny Illustrerad Tidning)

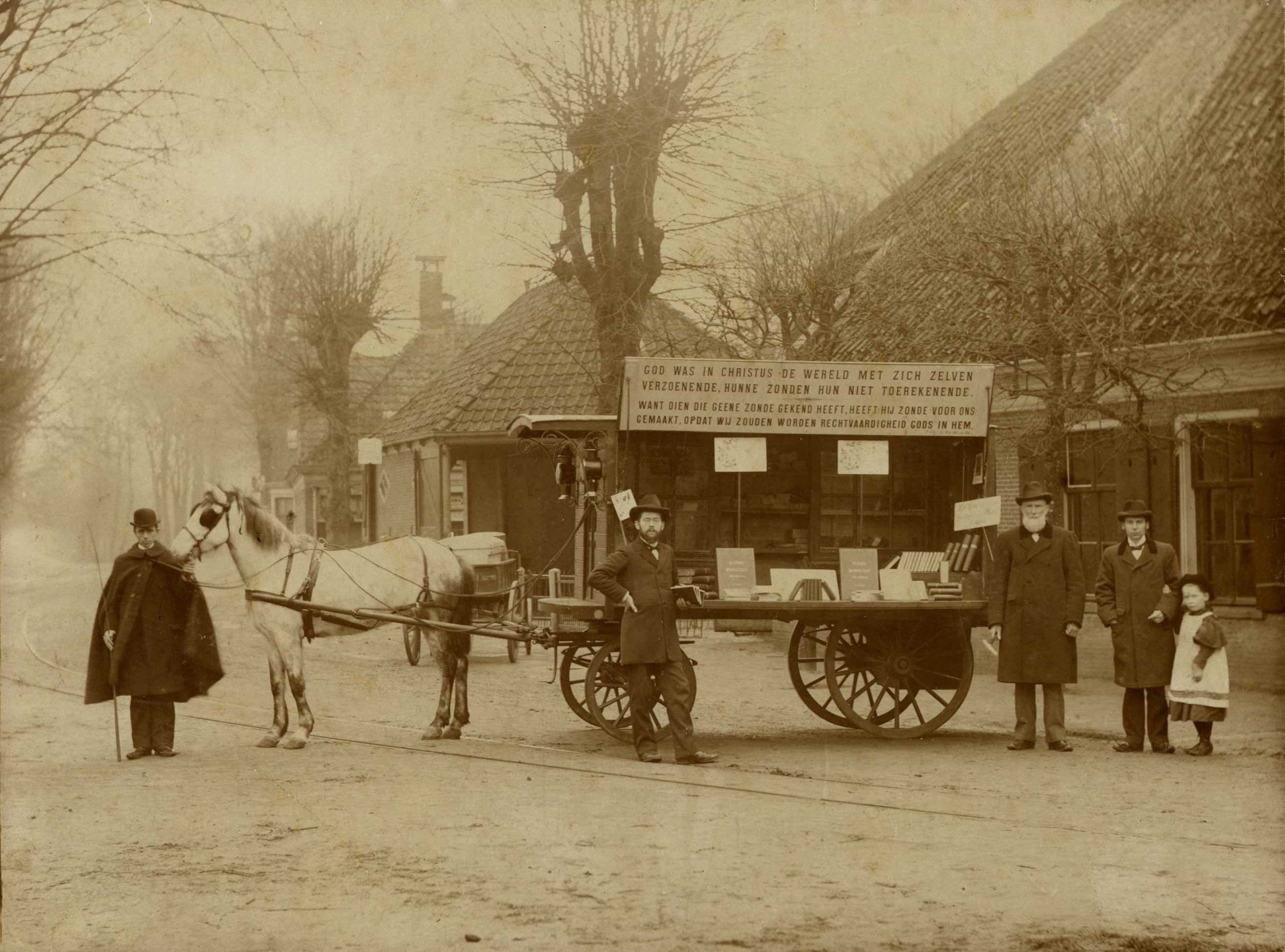
Bibelkolporteur mit Wagen in Nordholland (1896)

Ihren Ursprung findet die Kolportageliteratur im 15. Jahrhundert, wo vor allem religiöse Erbauungsliteratur, Volksbücher und Kalender in den Häusern und auf Jahrmärkten angeboten wurden. Im 18. Jahrhundert lag der Schwerpunkt auf Ritter- und Schauerromanen und im Zuge der Aufklärung und der mit ihr einhergehenden Alphabetisierung wuchs der Bedarf an einfachen und billigen Lesestoffen. Zuerst wollte man den Menschen durch das Medium Buch vor allem nützliches Wissen vermitteln, doch nach und nach forderten die Leser, durch die Lektüre nicht nur unterrichtet, sondern auch unterhalten zu werden. Die Erwachsenen wollten erfahren, was in der Welt geschieht, Kinder und Jugendliche wollten in Abenteuergeschichten, Märchen und Sagen ihrer Phantasie freien Lauf lassen können.
Um diesem neuen Leseverlangen entgegenzukommen, stellte die Bibliothèque Bleue in Frankreich eine erste Sammlung populärer Heftchen-Literatur zusammen und fand Nachahmung in den Reutlinger Druckern, die seit Ende des 18. bzw. Beginn des 19. Jahrhunderts massenhaft ähnliche Hefte in Deutschland verbreiteten. So bildeten sich die sogenannten „Kolportageromane“ – meist als Fortsetzungsromane erschienen – heraus, mit denen die Kolporteure die Bürger der ländlichen Gegenden, die keinen Zugang zu oben erwähnten Leihbibliotheken hatten, nun auch in Deutschland versorgten.
Im frühen 19. Jahrhundert minimierten die Verleger von besonders umfangreichen Werken (zum Beispiel Brockhaus-Lexikon, Meyers Konversationslexikon) ihr Risiko, indem sie diese in Lieferungen von zwei Bogen – also 32 Seiten – teilten und auf diese Weise von Hausierern vertreiben ließen. So mussten sie immer nur kleine Mengen produzieren und auch nicht wohlhabende Kunden konnten die Lieferungen bezahlen. Hatte der Kunde auf diese Weise alle Lieferungen eines Bandes erhalten, ließ er sie beim Buchbinder binden.
Die Kolportage war im 19. Jahrhundert auch bedeutendes Instrument christlicher Mission. Bibeln, religiöse Traktate, gedruckte Predigtsammlungen und andere christliche Literatur wurden von Kolporteuren bis in die entlegensten Gegenden gebracht. Bei solchen Reisen hielten die Kolporteure auch Hausgottesdienste und Bibelstunden ab. Dabei waren sie nicht selten das Opfer staatlicher und staatskirchlicher Repression. Geld- und Gefängnisstrafen waren die Regel. Viele freikirchliche Gemeinden verdanken ihre Entstehung der Kolportage. Zu den bekanntesten Verlagen, die im freikirchlichen Bereich mit Kolporteuren arbeiteten, gehörte der heute noch existierende Oncken Verlag.
Mancherorts reizte man die Kunden dadurch zum Kauf an, dass man mit der letzten Lieferung eines Bandes Prämien überließ, wie z. B. Uhren, Ringe, Frauenkleider und Nähmaschinen, denn durch das Aufkommen neuer Kommunikationsmittel wie beispielsweise Zeitungen, Illustrierte oder Wochenblatt, die mit der Post gebracht wurden, oder auch öffentlicher Einrichtungen wie Dorfbibliotheken, Buchhandlungen oder Büchervereine bekam der Kolportagebuchhandel mächtige Konkurrenz, die schneller, günstiger und reichhaltigere Lesestoffe anbieten konnten. Allerdings waren solche Prämien im Deutschen Reich verboten. Sämtliche durch Kolportage vertriebenen Druckwerke mussten auf jeder einzelnen Lieferung den Gesamtpreis des Werkes tragen. Und so war der Untergang des Hausierergewerbes auch durch den zuvor so erfolgreichen Handel mit Fortsetzungsromanen nicht mehr aufzuhalten. Nach und nach wurde auf diese Art nur noch Trivialliteratur vertrieben, und die seriösen Verlage zogen sich aus dem Kolportagegeschäft zurück.
So lässt sich festhalten, dass der Großteil der Kolportageliteratur zwar sicherlich keinen Stoff für die gelehrte Welt bieten konnte, sondern „nur“ fromme Texte, Gebete, Lieder, Abenteuergeschichten, Sensationsnachrichten, Rezepte oder Scherze. Doch waren es genau diese massenhaft verbreiteten Büchlein, die – neben dem Erbe der großen „Dichter und Denker“ – das geistige Bild vieler Menschen des 19. Jahrhunderts geprägt und so zur Bildung unserer heutigen Welt beigetragen haben.
Der später als Verfasser seiner gesammelten Reiseerzählungen bekannt gewordene deutsche Volksschriftsteller Karl May verfasste in den 1880er Jahren fünf umfangreiche Kolportageromane für den Verlag Münchmeyer (Waldröschen, Die Liebe des Ulanen, Der verlorne Sohn, Deutsche Herzen – Deutsche Helden und Der Weg zum Glück). Waldröschen gilt als der erfolgreichste Kolportageroman des 19. Jahrhunderts.

## Organisationsgeschichte der Kolportagebranche
In der Mitte des 19. Jahrhunderts begannen sich die Kolportageverleger vom Gesamtbuchhandel abzukoppeln. Grund dafür waren die besonderen Betriebsformen bei gleichzeitigem starken Zuwachs des Kolportagebuchhandels. Schätzungen zufolge wurden in Frankreich in der Mitte des 19. Jahrhunderts rund 100 Millionen Heftchen und Broschüren gedruckt. Lange vor den Kolportage-Verbänden entstanden Fachzeitschriften für die Branche. Insgesamt sind rund drei Dutzend Kolportage-Fachzeitschriften im 19. und frühen 20. Jahrhunderts nachgewiesen, allerdings kaum noch Exemplare erhalten. Viele dieser Periodika erschienen nur für kurze Zeit oder wechselten häufig ihren Titel. In diesen Zeitschriften erfolgte auch die Diskussion über die Gründung eines Vereins der Kolportageverleger und -händler.
Als erster Verein wurde 1880 der „Verein deutscher Colportagebuchhändler zu Berlin“ mit dem Spezial-, Fach- und Schutzblatt für den deutschen Colportage-Buchhandel gegründet. Berlin wurde auch als Sitz gewählt, um sich von der in Leipzig konzentrierten übrigen Verlagsbranche abzugrenzen. Treibende Kraft der Gründung war Emil Malzahn. Er wollte die Geschäftspraktiken zu Gunsten der Kleinhändler und gegen die Großhändler regeln. Einen weiteren Aufschwung nahm die Kolportagebranche nach der Gewerbegesetznovelle von 1883, die Zensur und Handelshindernisse für den Hausierverkauf von Literatur lockerte. Dies führte zum verstärkten Erscheinen der Kolportagebuchhändler als eigenständiger Branchenzweig und zu weiterem Zulauf zum Verein. 1890 gehörten schätzungsweise 15 Prozent der Kolportagebuchhändler dem Verein an, der erstmals eine gemeinsame Interessenvertretung der Branche darstellte.
Im Jahr 1885 wurde Malzahn im Rahmen einer Auseinandersetzung um die Organisationsform des Vereins als Vorsitzender abgewählt. Ernst Schulze, Geschäftsführer der „Mecklenburg’schen Engrosbuchhandlung“, wurde neuer Vorsitzender. Malzahn gründete den „Verband Deutscher Colportagebuchhändler-Vereine“ in Leipzig, übernahm die alte Vereinszeitschrift und benannte sie in Börsenzeitung für den deutschen Colportage und Eisenbahnbuchhandel um. Der alte Verein benannte sich am 24. Juni in „Allgemeiner Verein deutscher Colportage-Buchhändler“ um und gab als neues Organ das Centralblatt für den Colportage-Buchhandel heraus. Obwohl sich beide Vereine zunächst bekämpften, schlossen sie sich am 29. Juni 1886 mit dem „Verein deutscher Verlagsbuchhändler“ erneut unter dem Namen „Central-Verein Deutscher Colportage-Buchhändler“ zusammen.
Das Spezial-, Fach- und Schutzblatt erschien zweimal monatlich mit 3500 Exemplaren. Auch nach dem Vereinszusammenschluss blieb zusätzlich die Börsenzeitung bestehen. Der Inhalt beider Publikationen bestand aus Vereinsmitteilungen, den vielfältigen Auseinandersetzungen innerhalb der Verlegerschaft und Kommentaren zur Handels- und Gewerbepolitik. Nachdem in den Folgejahren mehrere Fachzeitschriften des Kolportagegewerbes erschienen waren, kam es im September 1889 zur Vereinigung von Börsenzeitung und Centralblatt zur Deutschen Colportage-Zeitung, Central-Organ für den Colportage-Buchhandel.
Eine bedeutende Kolportage-Fachzeitschrift war Bolms Börsenblatt für den Sortiments-, Colportage- und Eisenbahn-Buchhandel, das 1880 gegründet wurde, aber auf Vorläufer aus dem Jahr 1871 zurückging. Herausgeber August Bolm war ein entschiedener Gegner der Vereinsgründungen im Kolportagegewerbe und propagierte diesen Standpunkt im Börsenblatt.
Die Verbände des Kolportagebuchhandels verfolgten mehrere soziale und politische Ziele. Sozial wurde eine Imagesteigerung des Kolportagebuchhandels angestrebt. Dabei ging es vor allem um ein Gleichziehen mit dem Sortimentsbuchhandel, der den Kolportagebuchhandel als niedere Literatur verachtete. Der Central-Verein stellte die Kolporteure dagegen als Vermittler der Kultur in neuen Gesellschaftskreisen und als moderne Buchhandelsform in einer modernen, rationalen Welt dar. Politisch setzte sich der Verein vor allem gegen die von der Zentrumspartei angestrebte Änderung der Gewerbeordnung in den Jahren 1893 und 1896 ein. Die Zentrumspartei strebte dabei an, dass Hausierergeschäfte keine Ratenzahlungen, Ausleihe oder Vermietung enthalten dürften. Davon waren auch „seriöse“ Verleger betroffen, die darauf am 11. Februar 1893 mit den Kolportageverlegern die „Leipziger Kommission zur Bekämpfung der Centrumsanträge“ gründeten. Durch Lobbyarbeit, Petitionen und Eingaben an den Reichstag verhinderten sie schließlich die für sie nachteiligen Neuregelungen.
Im Jahr 1891 wurde in München der Verein Deutscher Colportage-Buchhändler „Palm“ gegründet, der vor allem eine veränderte Rabattregelung zwischen Verlegern und Kolportagehändlern durchsetzen wollte. Als dieses Ziel weitgehend erreicht war, löste „Palm“ sich 1895 wieder auf.
Ab September 1902 erschien als neues Organ des Central-Vereins die Deutsche Colportage-Zeitung wöchentlich mit 5000 Exemplaren. In ihr wurde zunehmend der negativ besetzte Begriff „Kolportage“ diskutiert. Der Verein änderte entsprechend 1906 seinen Namen in „Central-Verein deutscher Buch- und Zeitschriftenhändler“. In den folgenden Jahren musste sich die Kolportagebranche vor allem gegen sogenannte Schund-Kampagnen wehren. Im Ersten Weltkrieg wurde die Vereinstätigkeit stark eingeschränkt fortgesetzt. Nach dem Krieg verzeichneten die Kolportagebuchhändler und -verlage zunächst wirtschaftliche Erfolge und hohe Gewinne. Die Inflation löste aber eine schwere Krise der Branche aus. 1935 stellte die Fachzeitschrift der Kolporteure unter dem Druck der nationalsozialistischen Regierung ihr Erscheinen ein.
Außerdem wurden bis in die erste Hälfte des 20. Jahrhunderts Vollzeitprediger der Zeugen Jehovas (damals: „Bibelforscher“, heute: sogenannte Pioniere) „Kolporteure“ genannt.

## Heutige Begriffsverwendung
Seither bezeichnete Kolportage Literatur, die auf niedrigem Niveau produziert wurde. Vergleichbar ist sie mit heutigen Groschenromanen sowie dem englischen Begriff Pulp.
In Österreich werden Straßenverkäufer von Zeitungen bis heute Kolporteure genannt. Seit dem Aufkommen von Pendlerzeitungen ist der Begriff auch in der Schweiz wieder in den Wortschatz gelangt und bezeichnet die Leute, die diese Zeitungen verteilen.
Im übertragenen Sinn wird ein Medienbericht als Kolportage bezeichnet, der Vermutungen beinhaltet mit dem Zweck, den oder die Angegriffenen zu einer Reaktion zu provozieren – und dadurch die Behauptung erst aufzuwerten, der ursprünglich keine Beweise zugrunde lagen.
Mit der Charakterisierung eines Textes oder einer fiktiven Darstellung in den elektronischen Medien als „Kolportage“, „kolportageartig“, „kolportagehaftige Züge“ usw. werden Werke kritisiert, die ihren Gegenstand kaum oder überhaupt nicht einer differenzierten, ausgewogenen oder diskursiven Darstellung unterziehen. Die Kolportage ist intellektuell bewusst flach gehalten, verwendet allgemein verbreitete klischeehafte Vorstellungen und Bilder und vermeidet prinzipiell neue Erkenntnisgewinne. Somit ist dieses publizistische Genre weder der Literatur noch der Kunst zuzurechnen, sondern Teil der Unterhaltungsindustrie.

## Berühmte Kolportageromane
- John Retcliffe: Nena Sahib oder die Empörung in Indien. Berlin 1858.
- Otfrid Mylius: Neue Pariser Mysterien. Ein Sittengemälde aus dem 2. Kaiserreiche. Stuttgart 1862.
- Hugo Sternberg: Graf Arnulf, der gefürchtete Bandit der Steppe. Dresden 1877–1878 (Berüchtigt wegen seiner drastischen Illustrationen).
- Karl May: Waldröschen oder Die Rächerjagd rund um die Erde. Dresden 1882–1884 (Berühmtester Kolportageroman des 19. Jahrhunderts)
- N. J. Anders: Kornblume und Veilchen oder „Unser Wilhelm“ und „unser Fritz“. Berlin 1888–1890 (mit 4808 Seiten längster zusammenhängender Roman in deutscher Sprache)
- Victor von Falk: Der Scharfrichter von Berlin. Berlin 1890 (meistdiskutierter Kolportageroman des 19. Jahrhunderts).
- Robert Kraft: Atalanta oder die Geheimnisse des Sklavensees. Dresden 1911.
- Walther Kabel: Der Goldschatz der Azoren. Berlin 1924 (Berühmtester Science-fiction-Kolportageroman).
- A. D’Ancona: Kleine Mutti. Frankfurt am Main 1958 (Letzter Kolportageroman mit hoher Auflagenzahl).

(Quelle: Kosch/Nagl)